# LZ130 Graf Zeppelin

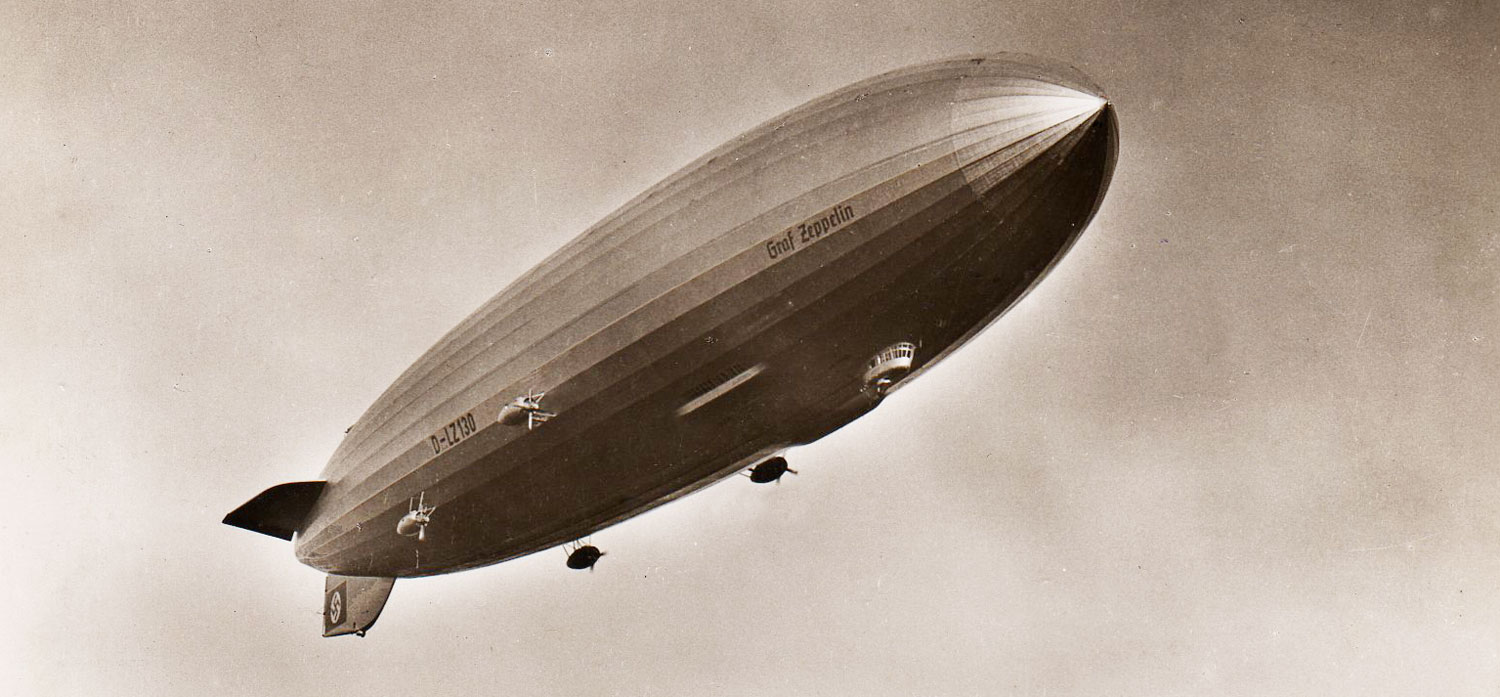
LZ130 Graf Zeppelin

De LZ130 Graf Zeppelin II was een zeppelin in de Hindenburg-klasse. Het luchtschip kwam gereed in 1938. Aangezien de LZ127 ook genoemd werd naar Graf Ferdinand von Zeppelin, kreeg de LZ130 de naam Graf Zeppelin II. Het luchtschip was iets groter dan de Hindenburg.  
Er was echter geen helium beschikbaar voor de vulling van de LZ130. Daarom vulde men het schip met waterstof. Na de ramp met de Hindenburg maakte het schip nog 30 spionagevaarten boven de Poolse grens en Sudetenland. Ook werd Graf Zeppelin II ingezet om na te gaan of de Britten al over radar beschikten en het gebied rond Scapa Flow werd in beeld gebracht voorafgaand aan de missie van Günther Prien met de U-47.
In 1940 gaf Hermann Göring opdracht het schip te slopen, zodat hij het aluminium kon gebruiken voor de oorlogsindustrie.